# Mistrovství Československa v atletice 1958
Mistrovství ČSR mužů a žen v atletice 1958 v kategoriích mužů a žen se konalo 18. července až 20. července v Ostravě. 

## Medailisté

### Muži
| Soutěž                                     | Zlato                                                                                | Stříbro                                                                          | Bronz                                                                                |
| 100 m                                      | Václav Janeček 10,6                                                                  | Ján Šteso 10,7                                                                   | Václav Kynos 10,7                                                                    |
| 200 m                                      | Vilém Mandlík 21,2                                                                   | Václav Janeček 21,7                                                              | Václav Kynos 21,9                                                                    |
| 400 m                                      | Jaroslav Jirásek 47,7                                                                | Josef Trousil 49,1                                                               | Jiří Výšek 49,4                                                                      |
| 800 m                                      | Čeněk Hanka 1:51,8                                                                   | Tomáš Salinger 1:52,2                                                            | Pavol Havrlent 1:52,5                                                                |
| 1500 m                                     | Stanislav Jungwirth 3:43,7                                                           | Alexander Zvolenský 3:47,6                                                       | Jan Gála 3:49,0                                                                      |
| 5000 m                                     | Miroslav Jurek 14:20,2                                                               | Jaroslav Pavelka 14:31,2                                                         | Dušan Čikel 14:41,2                                                                  |
| 10 000 m                                   | Miloš Tomis 30:14,6                                                                  | Miroslav Česal 30:16,2                                                           | Václav Rudolf 31:09,2                                                                |
| 110 m př.                                  | Ivan Veselský 14,5                                                                   | Václav Bečvárovský 15.0                                                          | Jan Mrázek 15,3                                                                      |
| 200 m př.                                  | Miloslav Moravec 24,7                                                                | Jan Mrázek 25,0                                                                  | Pavel Kurfürst 25,2                                                                  |
| 400 m př.                                  | Miroslav Borsuk 53,8                                                                 | Květoslav Springinsfeld 54,1                                                     | Rudolf Houfek 54,9                                                                   |
| 3000 m př.                                 | Bohumír Zháňal 8:51,2                                                                | Vlastimil Brlica 8:51,6                                                          | Ludvík Veselý 8:51,8                                                                 |
| 4 × 100 m                                  | Josef Holub František Šimánek Josef Bílek Václav Bečvárovský RH Praha 42,8           | Branislav Bohuš Eugen Hrušovský Imrich Fedor Štefan Hrušovský Slávia Košice 43,4 | Ján Šteso Václav Volný Michal Baránek Ivan Lacko Slávia Bratislava 44,1              |
| 4 × 400 m                                  | Václav Janeček Stanislav Jungwirth Vilém Mandlík Jaroslav Jirásek Dukla Praha 3:15,4 | Josef Brousil Jan Gála Čeněk Hanka Jiří Výšek Spartak Praha Stalingrad 3:19,5    | Květoslav Springinsfeld Rudolf Kupka Josef Kupský Miroslav Zrůst Dynamo Praha 3:24,0 |
| Skok do výšky                              | Jiří Lanský 206 cm                                                                   | Petr Elbogen200 cm                                                               | Zdeněk Matějka 197 cm                                                                |
| Skok o tyči                                | Zdeněk Brejcha 420 cm                                                                | Jiří Krejcar 415 cm                                                              | Rudolf Tomášek 415 cm                                                                |
| Skok daleký                                | Štefan Molnár 745 cm                                                                 | Jan Netopilík 728 cm                                                             | Josef Bílek 726 cm                                                                   |
| Trojskok                                   | František Křupala 15.32 m                                                            | Josef Kalivoda 14.93 m                                                           | Vlastimil Kálecký 14.82 m                                                            |
| Vrh koulí                                  | Jiří Skobla 17.35 m                                                                  | Jaroslav Plíhal 16.45 m                                                          | Josef Stoklasa 16.35 m                                                               |
| Hod diskem                                 | Karel Merta 51.82 m                                                                  | Zdeněk Čihák 50.29 m                                                             | Gejza Valent 49.94 m                                                                 |
| Hod kladivem                               | Josef Málek 59.94 m                                                                  | Karel Mužíček 59.48 m                                                            | Miloš Máca 58.16 m                                                                   |
| Hod oštěpem                                | Miloš Vojtek 69.23 m                                                                 | Josef Dušátko 69.10 m                                                            | Pavel Jílek 66.38 m                                                                  |
| 20 km chůze                                | Ladislav Moc 1:40:37,2                                                               | Václav Platil 1:41:01,8                                                          | Svatopluk Sýkora 1:42:40,6                                                           |
| 50 km chůze Praha – Poděbrady 12. 10. 1958 | Svatopluk Sýkora 4:24:59,4                                                           | Josef Doležal 4:25:00,8                                                          | Ladislav Moc 4:33:51,2                                                               |
| Desetiboj                                  | Miroslav Vlček 5941 bodů                                                             | Oldřich Zikmunda 5651 bodů                                                       | Milan Orendáč 5492 bodů                                                              |
| Maratonský běh Košice 12. 10. 1958         | Pavel Kantorek 2:29:37,2                                                             | Jaroslav Šourek 2:32:42,2                                                        | Drahomír Pechánek 2:34:03,4                                                          |

### Ženy
| Soutěž                             | Zlato                                                                                  | Stříbro                                                                                      | Bronz                                                                        |
| 100 m                              | Alena Stolzová 12,2                                                                    | Libuše Strejčková 12,3                                                                       | Anna Kovaříková 12,4                                                         |
| 200 m                              | Libuše Strejčková 25,3                                                                 | Gertruda Prokopová 25,5                                                                      | Marta Pospíšilová 25,7                                                       |
| 400 m                              | Gertruda Prokopová 57,5                                                                | Marta Pospíšilová 57,9                                                                       | Monika Kropáčová 58,5                                                        |
| 800 m                              | Bedřiška Kulhavá-Müllerová 2:12,8                                                      | Dagmar Šafránková 2:13,8                                                                     | Olga Fomenková 2:14,5                                                        |
| 80 m př.                           | Miroslava Trkalová 11,4                                                                | Alena Stolzová 11,6                                                                          | Anna Zábršová 11,8                                                           |
| 4 × 100 m                          | Anna Kovaříková Gertruda Prokopová Věra Švajgrová Helena Garčarová VŽKG Vítkovice 48,3 | Jana Jankovská Květoslava Pohlová Miloslava Maninová Libuše Strejčková Spartak Ústí n/L 48,6 | Alena Schusterová Alena Stolzová Anna Zábršová Věra Havránková RH Praha 49,5 |
| Skok do výšky                      | Olga Davidová 160 cm                                                                   | Sylva Richterová 154 cm                                                                      | Dagmar Pavlousková 154 cm                                                    |
| Skok daleký                        | Anna Kovaříková 574 cm                                                                 | Věra Havránková 549 cm                                                                       | Dagmar Richterová 543 cm                                                     |
| Vrh koulí                          | Jaroslava Lišková 14.09 m                                                              | Věra Černá 13.77 m                                                                           | Marie Chýlková 13.42 m                                                       |
| Hod diskem                         | Štěpánka Mertová 52.02 m                                                               | Marie Šimánková 48.37 m                                                                      | Lívia Lajbnerová 45.63 m                                                     |
| Hod oštěpem                        | Dana Zátopková 51.10 m                                                                 | Jana Jankovská 45.24 m                                                                       | Anna Čierna 45.13 m                                                          |
| Pětiboj Kutná Hora 2. – 3. 8. 1958 | Olga Davidová 3953 bodů                                                                | Alena Schusterová3758 bodů                                                                   | Marie Kubcová 3669 bodů                                                      |